# Alexandre Farnoux
Pour les articles homonymes, voir Farnoux.
Alexandre Farnoux est un historien helléniste français, spécialiste de la Crète minoenne et de Délos, professeur des universités en archéologie grecque (à l'université Paris-Sorbonne, devenue Sorbonne Université). Il a été de 2011 à 2019 directeur de l'École française d’Athènes (EfA).

## Biographie
Ancien élève de l'École normale supérieure (promotion 1982), il soutient une thèse d'archéologie en 1990.